# سایوز تی‌ام-۲۴
سایوز-تی‌ام-۲۴ (به روسی: Союз )(به معنای اتحاد) یکی از مأموریت‌های شاتل-میر و بیست‌وچهارمین مأموریت سرنشین دار سازمان ملی فضانوردی روسیه به سمت ایستگاه فضایی میر محسوب می شود. در طول این ماموریت ۲ فضاپیمای پشتیبانی پروگرس و ۲ مأموریت بازدید از خدمه تحت عناوین اس‌تی‌اس-۷۹ و اس‌تی‌اس-۸۱ به ایستگاه متصل شدند.

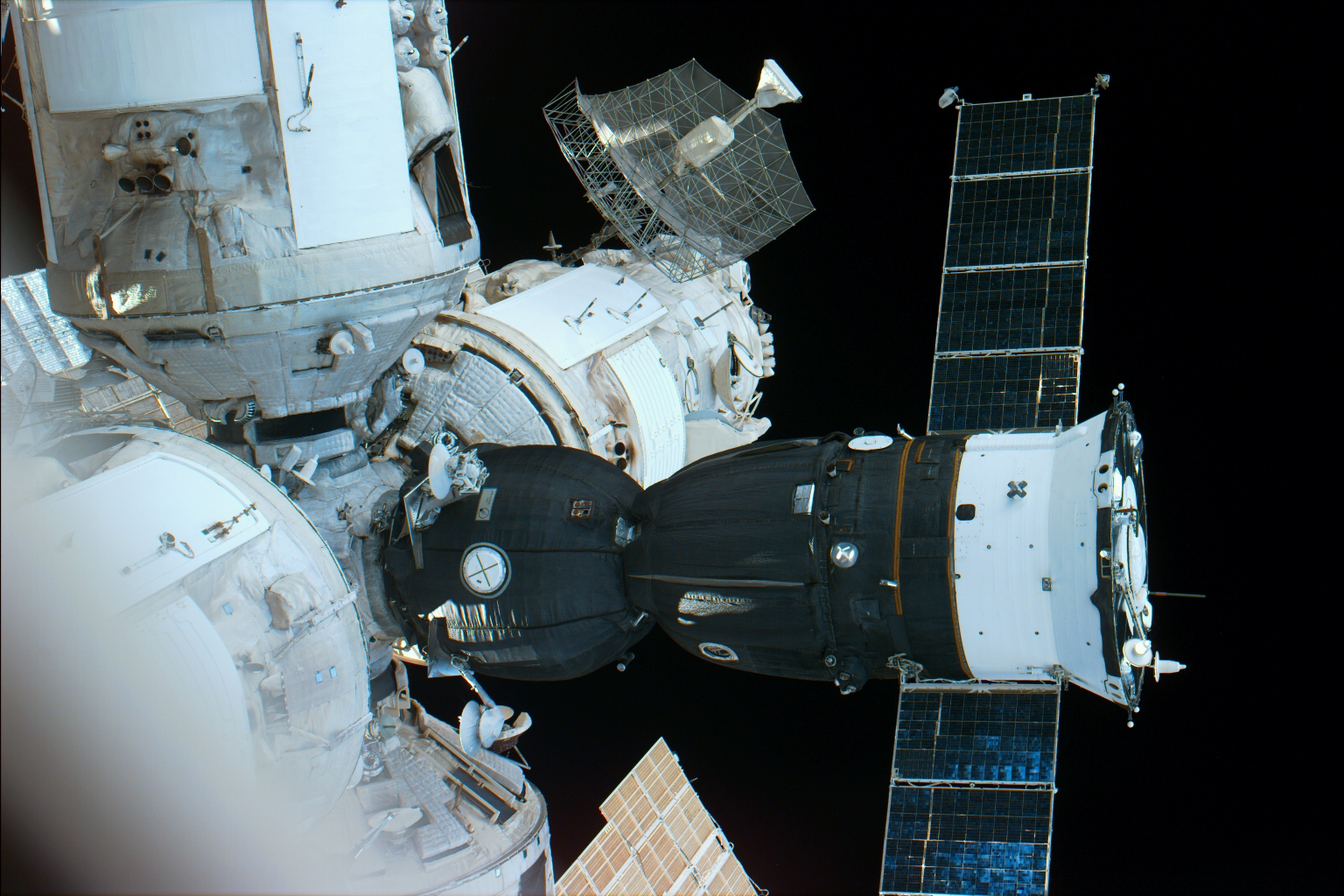
سایوز تی‌ام-۲۴ متصل به میر از دید فضانوردان اس‌تی‌اس-۷۹

## خدمه مأموریت
| شماره | نام            | ملیت   | تعداد پرواز | نقش عملیاتی | تصویر |
| ۱     | والری کرزون    | روسیه  | ۱           | فرمانده     |       |
| ۲     | الکساندر کالری | روسیه  | ۲           | مهندس پرواز |       |
| ۳     | کلودی انیره    | فرانسه | ۱           | محقق فضایی  |       |